# Shay Astar
Shay Astar (Santa Cruz, 29 settembre 1981) è un'attrice statunitense.

## Filmografia parziale

### Cinema
- Samantha - Il sorriso della vita (Samantha), regia di Stephen La Rocque (1991)
- Ernesto e una spaventosa eredità (Ernest Scared Stupid), regia di John R. Cherry III (1991)
- The Lost, regia di Chris Sivertson (2006)
- The Bliss, regia di Lauren Patrice Nadler (2006)
- Hookers Inc., regia di Tim Pingel (2006)
- Boston Girls, regia di Gabriel Bologna (2010)
- Bob's New Suit, regia di Alan R. Howard (2011)
- All Cheerleaders Die, regia di Lucky McKee e Chris Sivertson (2013)

### Televisione
- China Beach - serie TV, 3 episodi (1991)
- Rio Shannon - film TV (1993)
- La famiglia Bowman (The Good Life) - serie TV, 13 episodi (1994)
- Crescere, che fatica! (Boy Meets World) - serie TV, 2 episodi (1995)
- Una famiglia del terzo tipo (3rd Rock from the Sun) - serie TV, 24 episodi (1996-1999)
- Il tempo della nostra vita (Days of Our Lives) - serie TV, 2 episodi (2000; 2001)
- La La Land - serie TV, 3 episodi (2012)

## Doppiaggio
- The Oz Kids (1996)
- Virtual Oz (1996)
- The Nome Prince and the Magic Belt (1996)
- Who Stole Santa? (1996)
- Christmas in Oz (1996)
- Buffy the Vampire Slayer: Season 8 Motion Comic (2010)